# Wolfgang-Koeppen-Stiftung
Die Wolfgang-Koeppen-Stiftung mit Sitz in Greifswald wurde am 10. Juli 2000 von Günter Grass und Peter Rühmkorf gegründet.
Sie hat den Zweck, das Werk des Schriftstellers Wolfgang Koeppen in Erinnerung zu halten sowie die Universität Greifswald bei der Erforschung und Betreuung seines Nachlasses zu unterstützen.